# 叶琳瑯
叶琳瑯（1932年1月—2025年4月8日），原名叶庆皖，女，原籍江苏吴县，生于安徽合肥，中国电影演员，长春电影制片厂演员。